# رود ریونی

هرودوت رود ریونی را مرز میان آسیا و اروپا می‌دانست.

رود ریونی (به گرجی: რიონი)، رودخانه‌ای در غرب گرجستان است که از کوه‌های قفقاز سرچشمه می‌گیرد و به دریای سیاه می‌ریزد.